# Neukyhna
Neukyhna è una frazione del comune di Wiedemar in Sassonia,  Germania.
Appartiene al circondario (Landkreis) della Sassonia settentrionale (targa TDO).
Fino al 2013 era comune autonomo.